# 342000 Neumunster
342000 Neumunster este o planetă minoră (asteroid) din centura de asteroizi. A fost descoperită pe 2 septembrie 2008 la Altschwendt⁠(d) de Wolfgang Ries⁠(d). 
Obiectul prezintă o orbită caracterizată de o semiaxă mare de 2,3129809289971 UAi, o excentricitate de 0,074867154582216, o înclinație de 6,2552492289487 ° în raport cu ecliptica.